# Jacob Erslev
Jacob Erslev (8. juni 1819 i Jægersborg – 25. september 1902 på Frederiksberg) var en dansk forlagsboghandler og far til historikeren Kristian Erslev (28. december 1852 – 20. juni 1930).
Erslev var søn af lærer og organist Poul Poulsen Erslev (28. februar 1770 – 29. august 1859) og Anna, født Wesberg (24. januar 1781 – 30. december 1853). Han blev sat i latinskolen i Frederiksborg da han var 10 år gammel og blev student i 1838. I 1846 blev han cand.theol. fra Københavns Universitet og herefter blev han ansat i Horneman & Erslevs musikhandel, ejet af broderen Emil Erslev og Emil Horneman. En karriere som præst blev opgivet, "da mine religiøse Meninger i meget ikke stemmede overens med Kirkens", som han senere forklarede. Erslev forlod broderens musikhandel i 1854 og begyndte sin egen bog- og musikhandel. I 1869 blev det til en forlagsboghandel.
Som forlægger udgav han en række bøger forfattet af ham selv. Det væsentligste var Kort Begreb af Musiklæren, til Brug ved Sangunderviisning i Skoler (1855), Praktisk Lærebog i det tydske Sprog efter F. Ahns Methode, tilligemed en kortfattet tydsk Grammatik (1858 – 7. oplag kom i 1889), Udvalg af Fædrelandshistorien for Borger- og almueskoler (1861 – udkom i 22. oplag i 1907), Kurze und leichte Lesestücke und Erzählungen. Læsestykker og Fortællinger. Elementarbog i Tydsk (1864) og Erslevs lille Retskrivningsordbog udarbejdet i Overensstemmelse med den paabudte Retskrivning (1891). Sidstnævnte indeholder et tillæg med "gode danske Afløsere af en Mængde slemme tyskagtige Ord", som Erslev senere udtrykte det. Erslevs begejstring for Tyskland kunne ligge på et meget lille sted. I Fædrelandshistorien hed det således i udgaven fra 1861:
Tyskerne har til alle tider været Danmarks farligste fjender, de har begyndt deres angreb i oldtiden, fortsat dem i middelalderen og fornyet dem i den seneste tid; men bestandig har vort lille land tappert værgret sig mod overmagten.
 (citeret efter Leo Tandrup: Ravn, bind I, København 1979, s. 78)
Lillebroderen, geografen Eduard Erslev (13. december 1824 – 1. januar 1892) fik også udgivet en mængde skolebøger hos Erslev, og H.F. Ewald fik udgivet historiske romaner. Endelig udgav sønnen Kristian også hos faderen. I december 1869 blev Erslev medlem af Den danske Boghandlerforening, hvor han i en del år spillede en væsentlig rolle.
I studietiden havde Erslev tjent penge til studierne, ved at undervise i musik og sang. Det forsatte han med i en del år efter studierne var afsluttet og var således indtil 1854 tilknyttet Borgerdydskolen i København og indtil 1870 Efterslægtselskabets Skole. Han var bl.a. en aktiv fortaler for Chevémetoden, der brugte tal i stedet for noder, og som komponisten Jørgen Malling introducerede i Danmark.
1899 blev han ridder af Dannebrog. Da han i 1902 døde blev firmaet til et familieaktieselskab under Jacob Erslevs navn.
18. maj 1850 blev Erslev i Helligåndskirken gift med Jacobine Marie Castenschiold (23. maj 1809 – 28. november 1862, der tidligere havde været gift med amtsforvalter Conrad Vilhelm Barner (1799–1873), med hvem hun havde fået sønnen Sophus Theodor Barner (30. september 1832 – 30. marts 1873) og datteren Regitze Barner (28. februar 1834 – 2. december 1911). Ved folketællingen i 1840 boede ægteparret Barner sammen i Køge og var gift, men i 1845 boede børnene i København hos moderen, der står opført som gift, mens faderen i Køge står noteret som enkemand. I 1850 var ægteskabet helt sikkert opløst, da Jacobine i folketællingen er opført som fraskilt og det er nu kun datteren, der bor hos hende. I 1855 boede datteren hos Erslev og moderen. I ægteskabet mellem Jacobine og Jacob blev Kristian Erslev født.
Efter nogle år som enkemand, efter hustruens død i 1862, blev Erslev 1. oktober 1869 gift med Dorothea Petrea Jensen (4. januar 1835 – 10. februar 1873) i Holmens Kirke, der fødte sønnen Jacob Eduard Erslev (20. marts 1870 – 22. juni 1916). Efter endnu engang at være blevet enkemand giftede han sig med søsteren til Dorothea, Anna Claudine Henriette Jensen (19. september 1846 – 16. maj 1884), 11. maj 1876 i Holmens Kirke. I dette ægteskab blev der født fire børn: Alma Dorthea Erslev (17. februar 1877 – 19. maj 1877), Axel Johannes Erslev (14. januar 1878 – 21. april 1901), Kamma Augusta Erslev (23. december 1878 – 21. februar 1913) og Aage Holger Erslev (31. marts 1883 – 28. april 1948). Sidstnævnte blev far til Allan J. Erslev (20. april 1919 – 12. november 2003), der opdagede hormonet erythropoietin, EPO.
Han er begravet på Frederiksberg ældre kirkegård.